# Thurbruch

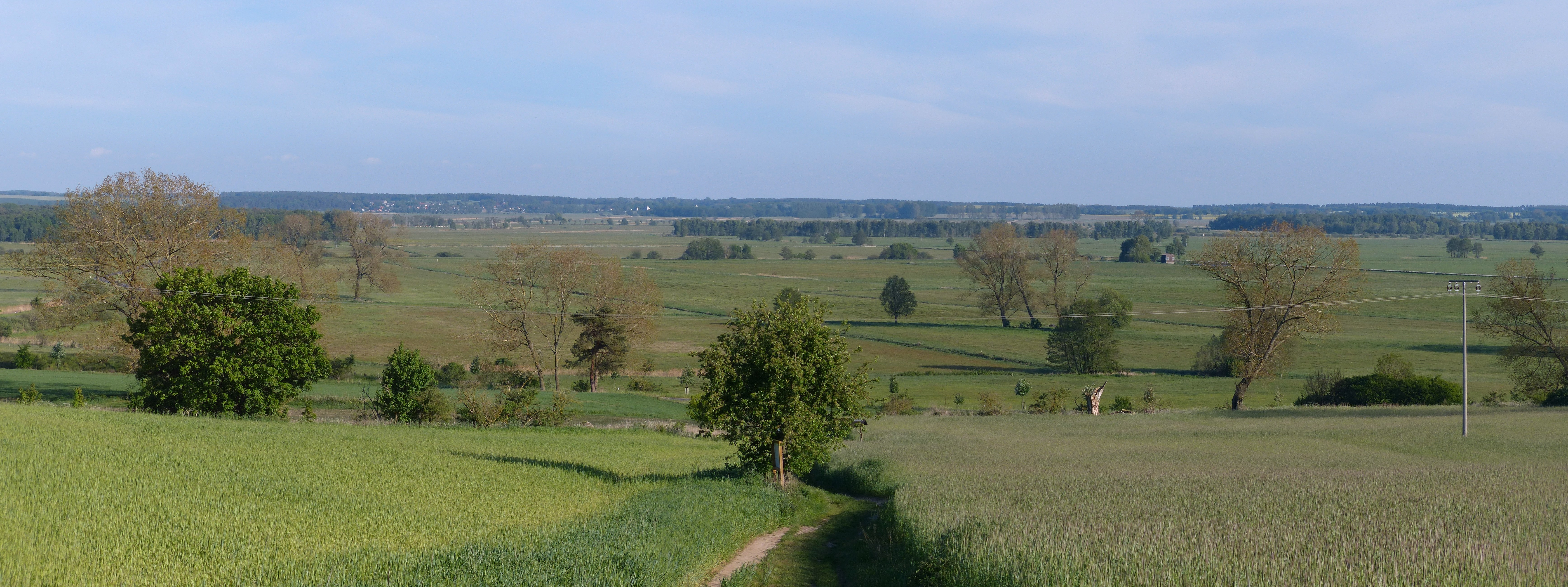
Blick vom Kückelsberg über das Thurbruch

Das Thurbruch ist ein Niedermoorgebiet im Osten der Insel Usedom. Der Name leitet sich von Thur (beziehungsweise Ur), einer alten Bezeichnung für den Auerochsen, ab und bedeutet daher Auerochsensumpf.
Das Thurbruch gehört mit einer Fläche von etwa 16 Quadratkilometern zu den größten Niedermooren im Norden Ostdeutschlands. Neben dem Gothensee, dem größten Binnensee Usedoms, befindet sich noch der Kachliner See im Thurbruch. Das Gebiet ist von zahlreichen Entwässerungsgräben durchzogen, von denen die ältesten aus dem 18. Jahrhundert stammen.
Unmittelbar am Thurbruch gelegen sind die Orte Alt Bansin, Gothen, Korswandt, Ulrichshorst, Zirchow, Kutzow, Görke, Kachlin, Katschow, Labömitz  und Reetzow. Südlich des Gebietes verläuft die Bundesstraße 110, an dessen Ostrand die Landesstraße 266. Nördlich des Gebietes befindet sich noch die Trasse der UBB, die zwischen Bansin und Heringsdorf-Neuhof auf einer Brücke über den Sackkanal verläuft. Zwischen Reetzow und Ulrichshorst durchquert die Kreisstraße 41 das Thurbruch. Vor allem südlich dieser Straße befinden sich für die Landwirtschaft angelegte Betonplattenwege.
Der Aussichtsturm auf dem Kückelsberg bei Reetzow ermöglicht einen Rundblick über das Thurbruch.

## Geschichte

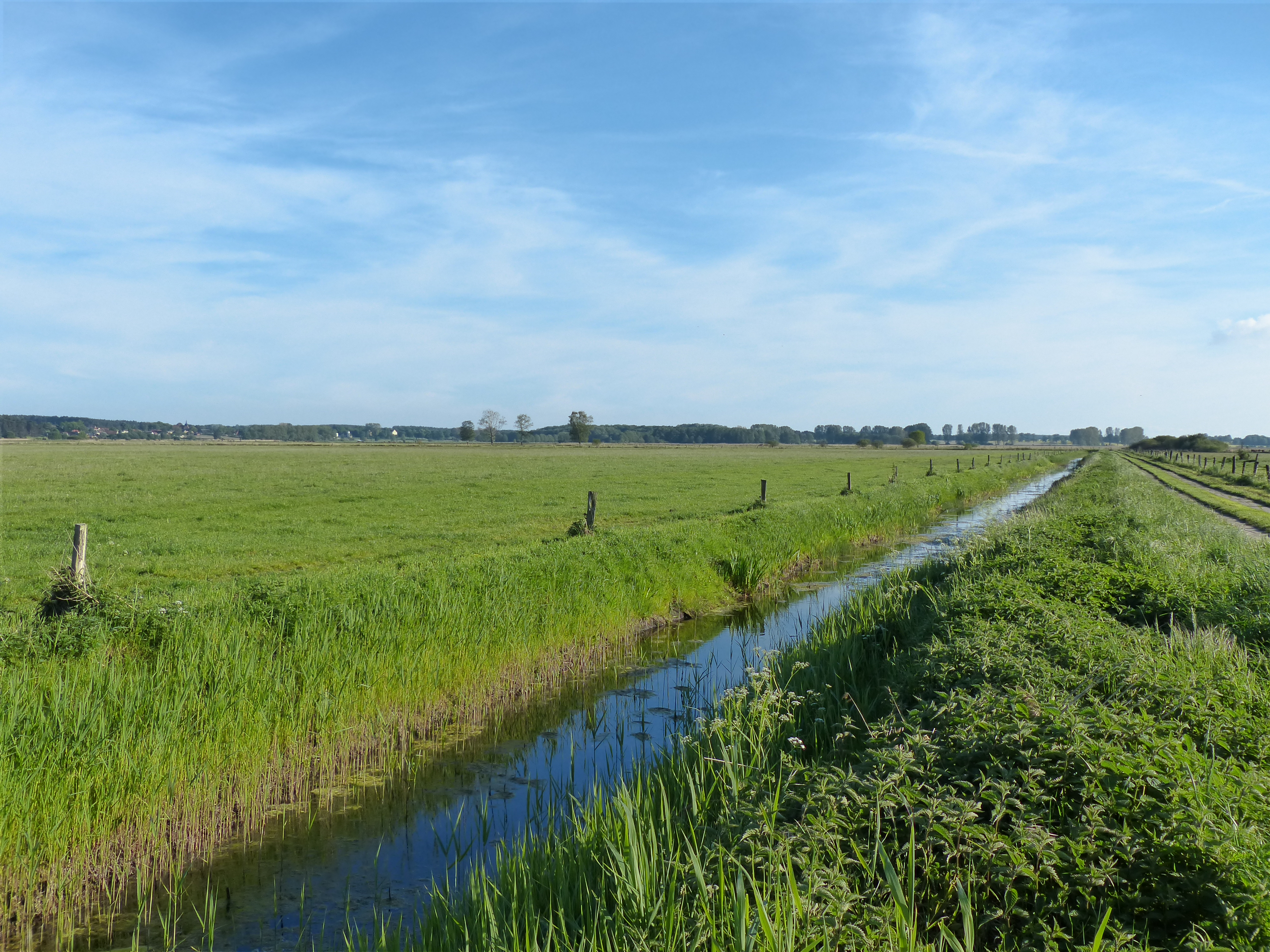
Wassergraben bei Ulrichshorst

Während der letzten Eiszeit entstand im Gebiet des heutigen Thurbruchs ein Gletscherzungenbecken, das später zu einer Bucht der Ostsee wurde. Durch Nehrung und Dünenbildung vom Meer weitgehend abgetrennt, verlandete es allmählich. Es bildete sich ein Niederungsmoor.
Das Thurbruch wurde erstmals 1421 als silva thura (lateinisch Auerochsenwald) urkundlich erwähnt. Der letzte Auerochse in diesem Gebiet war aber schon nachweislich 1360 durch Herzog Wartislaw V. von Pommern erlegt worden. Jahrhundertelang war das Thurbruch eine urwaldartige Seen- und Sumpflandschaft.
Bis ins 18. Jahrhundert war die Aalbeeke (Aalbach) der einzige Abfluss. Er führte in die Ostsee. Auf Befehl König Friedrich II. von Preußen wurde 1750 ein Entwässerungsgraben, der Knüppelgraben, vom Kachliner See zum Wolgastsee angelegt, von wo das Wasser über den Zerninsee und den Torfkanal bei Kamminke ins Stettiner Haff geleitet wurde. Der Abfluss über die Aalbeeke wurde durch Wassermühlen behindert, die dort um 1700 errichtet worden waren. Nach 1770 wurden sie deshalb vom preußischen Staat aufgekauft und abgerissen. Ab 1772 wurde die Bäck, der zugewachsene natürliche Abfluss des Kachliner Sees in den Gothensee, beräumt und begradigt. Im Zuge der Landgewinnungsarbeiten wurden neue Siedlerkolonien gegründet. Das waren 1774 Ulrichshorst südlich von Korswandt und 1776 an der Aalbeeke der Ort Königlich-Ahlbeck. Die Unterhaltung der Abflüsse erwies sich als aufwändig und wurde teilweise vernachlässigt, wodurch die Aalbeeke versandete.

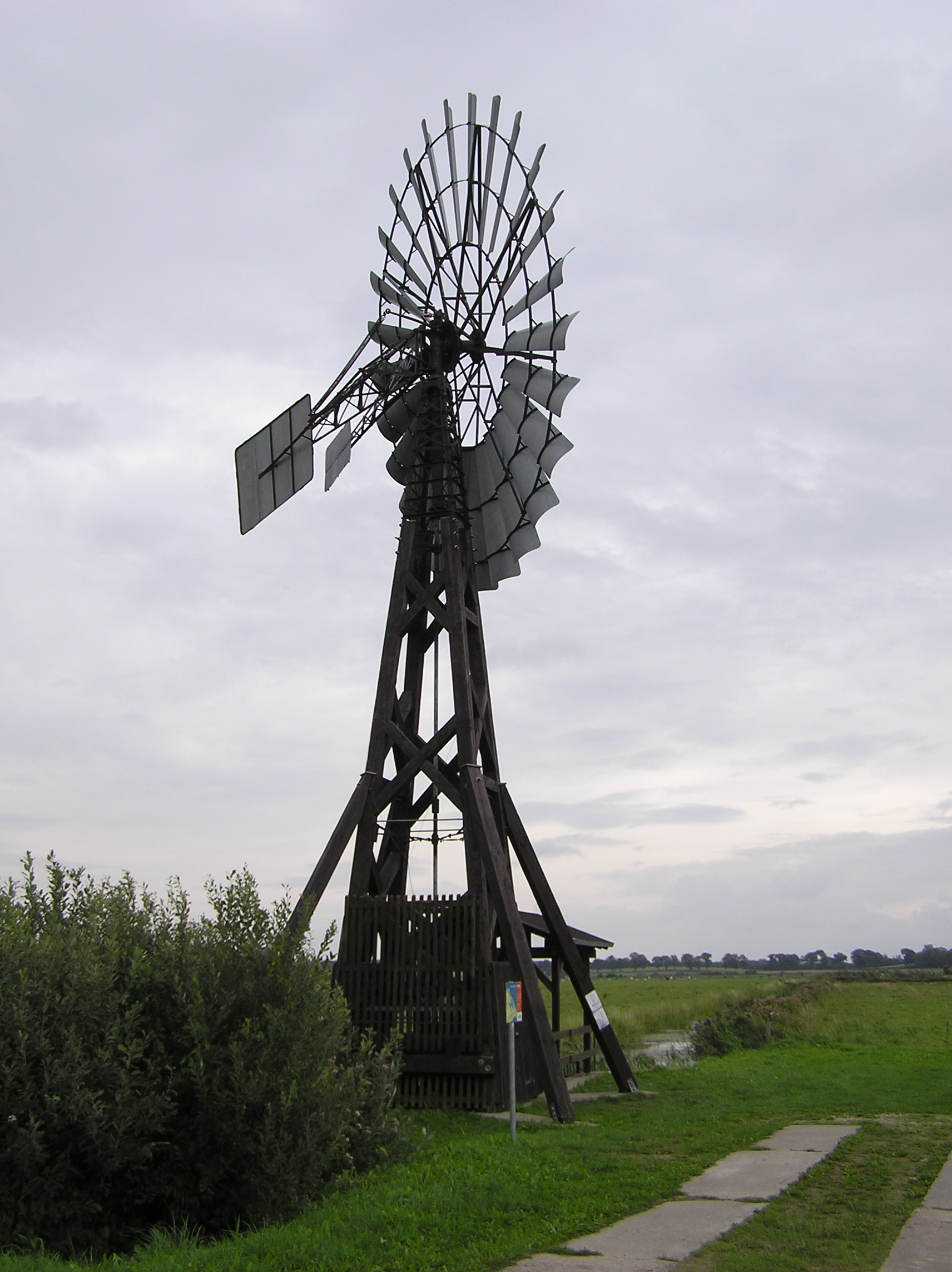
Windschöpfwerk Kachlin

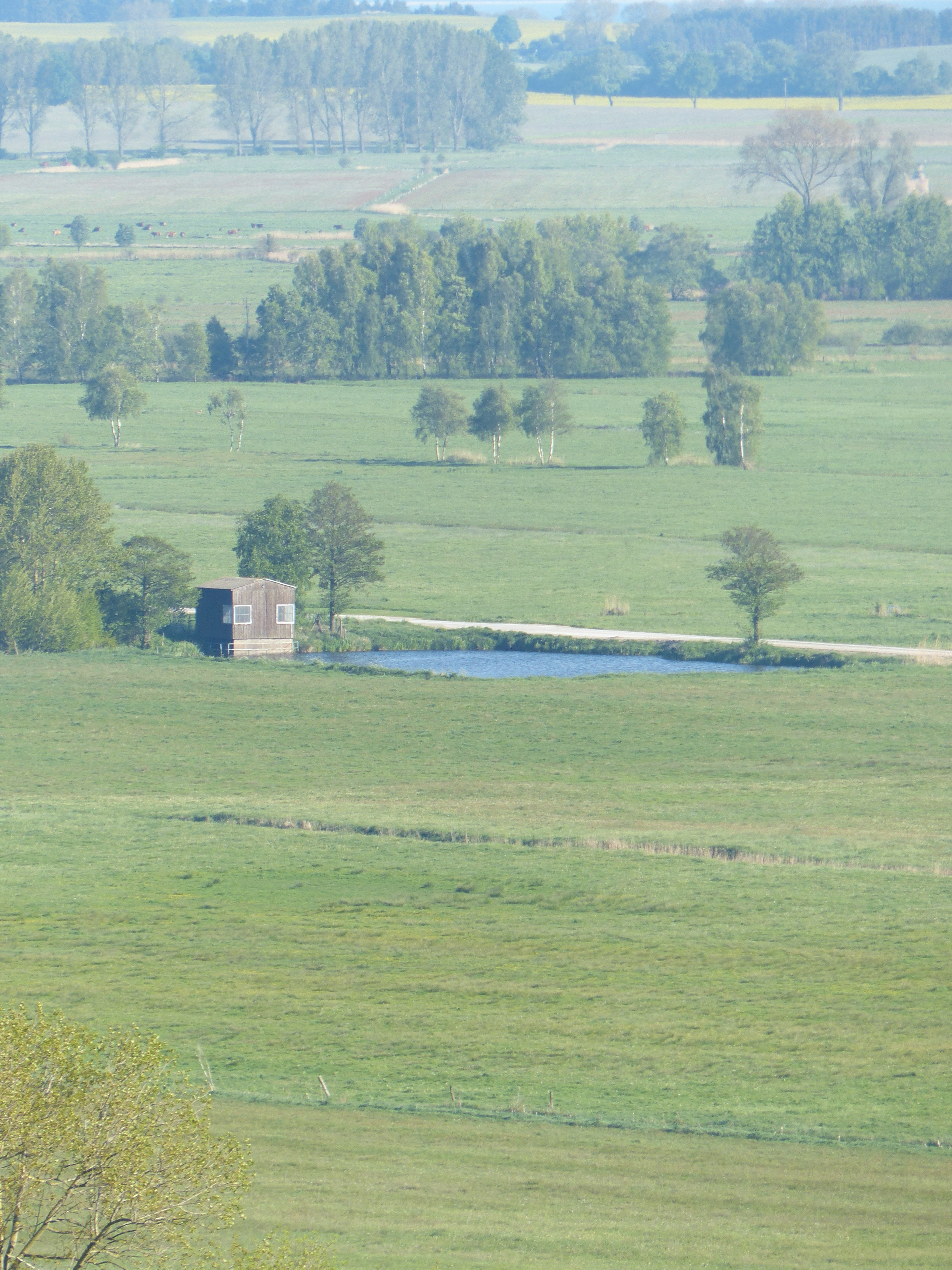
Pumpwerk bei Labömitz

Zu Beginn des 19. Jahrhunderts erfolgten weitere Entwässerungsarbeiten. Der Oberpräsident der Provinz Pommern Johann August Sack, dem für die Melioration des Gebietes 5000 Reichstaler zur Verfügung standen ließ einen Graben vom Gothensee über den Schloonsee bei Bansin zur Ostsee ausheben. Dieser wurde nach ihm Sack-Kanal benannt und ist noch heute die einzige funktionierende Entwässerung des Thurbruchs. Zwischen 1860 und 1890 wurde der Gothensee zur Gewinnung von Weideland mit hohem Aufwand trockengelegt. Das kostspielige Unternehmen, bei dem wind- und dampfmaschinengetriebene Pumpwerke zum Einsatz kamen, rentierte sich auf Dauer nicht. Das aus dem Thurbruch über die Bäck abgeleitete Wasser wurde damals auf einem Damm quer über den Gothensee und an dessen Ostseite über einen weiteren Graben zum Sack-Kanal geführt. Die Reste des Dammes sind noch erhalten.
Über einen Zeitraum von 160 Jahren wurde bis 1955 im Thurbruch Torf abgebaut. Zuletzt durch den „VEB Inseltorf“. Bei Bohrungen wurde eine durchschnittliche Mächtigkeit der Torfschicht von 8 Metern ermittelt. Von den etwa 200.000 Kubikmetern diente der überwiegende Teil als Brennstoff. Ein geringer Anteil wurde als Badetorf von Kureinrichtungen der Insel genutzt.
Anfang des 20. Jahrhunderts wurde die Entwässerung des Thurbruchs durch drei windgetriebene Schöpfwerke unterstützt, von denen das Windschöpfwerk Kachlin noch als Technisches Denkmal erhalten ist. Seit 1968 wird der Wasserstand durch mehrere elektrisch betriebene Pumpwerke reguliert.
Nach der Kollektivierung der Landwirtschaft in der DDR wurde in der industriellen Tierproduktion immer mehr die Massentierhaltung in Großstallanlagen gegenüber der Weidehaltung bevorzugt. Um das auf den Wiesen des Thurbruchs gewonnene Grünfutter, unter anderem platzsparend und längerfristig lagern zu können, wurde 1970 in Labömitz eine Futtermitteltrocknungsanlage in Betrieb genommen. Dort wurde das Grünfutter mit hohem Energieeinsatz zu Pellets verarbeitet.
Trotz der Entwässerung und der Intensivierung der landwirtschaftlichen Nutzung unter Einsatz von Düngemitteln blieb das ökologische System des Thurbruchs lange Zeit intakt. Der Übergang zur Großflächenwirtschaft und der komplexe Einsatz von Meliorationsmaßnahmen nach 1960 führten zu einer Zersetzung des Torfes und des Absinkens der Oberfläche um 80 bis 90 cm. Die Artenvielfalt in Flora und Fauna ging drastisch zurück. Das frühere Brutgebiet zahlreicher Vogelarten beschränkt sich heute auf die Uferzonen der beiden Seen, spielt aber noch als Rastgebiet für Zugvögel eine Rolle.
Im Jahre 1967 wurden der Gothensee und das umliegende Gebiet des nördlichen Thurbruch wegen ihres Artenreichtum zum Naturschutzgebiet erklärt. Erhöhter Nährstoffeintrag durch Abwasserentsorgung führte jedoch Mitte der 1980er Jahre zu einem Zusammenbruch des Ökosystems im See. Nach der Verringerung der Abwassereinleitung ist eine allmähliche Verbesserung der Wasserqualität zu beobachten. Der Bereich südlich des Gothensees wurde von der erhöhten Nährstoffzufuhr kaum betroffen. Hier konnte sich der Hochmoorcharakter zusammen mit dem Vorkommen zahlreicher Insektenarten erhalten.